# Soundtrack for a Suicide – Opus II
Soundtrack for a suicide – Opus II es el segundo álbum de la banda francesa Nocturnal Depression, lanzado el 21 de febrero de 2007.

## Canciones
1. Anthem to self-destruction - 08:46
2. The stars lightening my path - 10:52
3. Bonus (pista oculta) - 05:28
4. Join me with suicide - 14:19
5. Hear my voice... kill yourself - 20:18